# ペーパー・ムーン
『ペーパー・ムーン』（Paper Moon）は、ジョー・デヴィッド・ブラウンの小説『アディ・プレイ』（日本では佐和誠の翻訳により『ペーパームーン』の題名でハヤカワ文庫 から刊行）を原作とした、1973年制作のアメリカ映画。監督はピーター・ボグダノヴィッチ。
聖書を売りつける詐欺師の男と、母親を交通事故で亡くした9歳の少女との、互いの絆を深めていく物語を描いたロード・ムービー。シンプルな脚本で普遍的な映画を目指したという。
ライアン・オニールとテータム・オニールの父娘共演で話題になった。
年間トップの興行収入を得、1973年の第46回アカデミー賞ではテータム・オニールが史上最年少で助演女優賞を受賞した。

## あらすじ
大恐慌期の1936年頃のカンザス州ゴーハムで話は始まる。各地を渡り歩く詐欺師モーゼス・プレイは、嘗ての恋人の埋葬の場に立ち合い、その恋人の私生児（娘）である9歳のアディ・ロギンズと会う。参列者たちは「顎が似ている」などと言い、彼がアディの父親ではないかと勘繰る。モーゼスはそれを否定するが、牧師からも促され、孤児となったアディを東隣のミズーリ州セントジョセフに住む伯母の家まで送る羽目になってしまう。
ゴーハムの町を出る前に、モーゼスとアディは地元の製粉工場へ行き、アディの母親を交通事故で死なせてしまった男の兄（工場の社長）を半ば脅迫し、孤児となったアディのためと言って200ドルをせしめる。この会話をアディは全て聞いており、モーゼスが計約80ドルを自分の古いフォード・モデルAコンバーチブルの修理と、アディのセントジョセフまでの列車の切符代に費やした後、200ドルは当然自分のものだと主張し始める。困ったモーゼスは、持ち金を200ドルに戻してそれをアディに返済するまでの間、アディを連れて旅することに同意する。そしてモーゼスは、新聞の訃報欄から情報を得て、最近夫を亡くした女性たちを訪ね、亡くなった夫たちが高価な聖書を自分から買っていたのだと偽り、未亡人たちの名前が刻まれた聖書の代金を支払わせるという詐欺を次々に行う。アディはモーゼスの娘を装って詐欺に加担し、聖書の販売や商店での両替詐欺といった詐欺の才能を発揮することになる。時が経つに連れ、モーゼスとアディは強力な詐欺師コンビとなっていく。この間、アディは何度も「あんたは私の父親じゃないの？」とモーゼスに訊く。アディの母親は「バーの女」で、アディが知るだけでも複数の男と交際していたのである。
ある夜、アディとモーゼスは移動途中の町で開催されている移動遊園地に立ち寄る。そこでモーゼスはミス・トリクシー・ディライトというダンサーに魅了されてしまい、彼女のショーを何回も見るため、アディを簡易写真館にほったらかしにする。アディは1人で、紙で出来た大きな三日月の上に座る自分の写真を撮る。アディにとって腹立たしいことに、モーゼスはミス・トリクシーと彼女にこき使われるだけのメイド、イモジーン（自称15歳ぐらい）を、州都のトピーカまで車で送ると申し出る。後部座席に追いやられて大いに不満なアディはすぐにイモジーンと仲良くなり、そしてトリクシーには嫉妬する。イモジーンは、トリクシーが時々、平均5ドルで売春をしていることを明かし、彼女が頻尿なのは性病に罹っているからではないかなどとアディに言う。その後、アディは、モーゼスがトリクシーの歓心を惹くために、2人で詐欺で貯めた金で真新しいフォード・モデル48のコンバーチブルを買ったことを知ると憤慨し、イモジーンと一緒に或る計画を練る。一行が宿泊するホテルのフロント係がトリクシーに興味津々であることに気付くと、アディは手金から25ドルを出し、これはフロント係からだとトリクシーに渡した上で、フロント係が喜び勇んでトリクシーの部屋を訪ねるように仕向ける。アディはモーゼスにトリクシーが急用があるらしいと嘘をついて、トリクシーの部屋に行かせ、そこでモーゼスはフロント係とトリクシーがセックスをしているところを目撃する。モーゼスは直ちにホテルを去ることにし、アディはイモジーンに故郷への旅費30ドルを渡す。
また、別の田舎のホテルに滞在中、モーゼスとアディは密造ウィスキーの倉庫を発見し、ウィスキーを盗み出して、その倉庫を所有する密造酒業者に売り付けて625ドルをせしめる。しかし、不運なことに、密造酒業者の双子の兄が地元の保安官で、アディとモーゼスは逮捕されてしまう。アディは2人の800ドル超の大金を帽子に隠して没収を逃れ、車のキーを盗み返し、2人は逃走する。追っ手を撒くため、モーゼスは農家の若者リロイと喧嘩勝負をして勝ち、自分の高級車をボロボロの農場用トラックと交換させることに成功する（農家の若者は、モーゼスの車では大きな荷物を運べないことから交換を拒否していたのである）。
モーゼスとアディは何とか州境を越えてミズーリ州に入る。そこでモーゼスは再度、詐欺を企てるが、密造酒業者の兄の保安官とその副官たちに捕まってしまう。管轄が違うので逮捕こそされないが、モーゼスは手ひどく殴られ、2人の貯金を全て奪われてしまう。屈辱と敗北に打ちひしがれたモーゼスは、セントジョセフの伯母の家の前でアディを降ろして去る。その時、アディは「あんたが私の父親じゃないことは分かってたよ」とモーゼスに言う。伯母は優しくアディを歓迎してくれるが、アディは伯母の家を飛び出して、モーゼスが調子の悪いトラックを停めて一服しているところに現れる。モーゼスはアディを連れて行くことを断るが、アディはまだ200ドルを返して貰っていないと主張したことから、2人はトラックに乗って一緒に出発する。

## キャスト
| 役名                             | 俳優                     | 日本語吹替                                              | 日本語吹替          |
| 役名                             | 俳優                     | テレビ朝日版                                            | TBS版               |
| -------------------------------- | ------------------------ | ------------------------------------------------------- | ------------------- |
| モーゼス・プレイ                 | ライアン・オニール       | 津嘉山正種                                              | 津嘉山正種          |
| アディ・ロギンズ                 | テータム・オニール       | 冨永みーな                                              | 冨永みーな          |
| トリクシー・ディライト           | マデリーン・カーン       | 鈴木弘子                                                | 小原乃梨子          |
| ハーディン保安官                 | ジョン・ヒラーマン       | 石田太郎                                                | 石田太郎            |
| ジェス・ハーディン（密造酒業者） | ジョン・ヒラーマン       | 飯塚昭三                                                | 島香裕              |
| イモジーン                       | P・J・ジョンソン         | 鈴木れい子                                              | 青木和代            |
| ミス・オリー（埋葬参列者）       | ジェシー・リー・フルトン | 片岡富枝                                                | 片岡富枝            |
| 牧師                             | ジェームズ・N・ハレル    | 北村弘一                                                | 北村弘一            |
| 牧師の妻                         | リラ・ウォーターズ       | 島美弥子                                                | 島美弥子            |
| ロバートソン（製粉工場社長）     | ノーブル・ウィリンガム   | 平林尚三                                                | 平林尚三            |
| ゴーハム駅駅長                   | ジャック・ソーンダース   | 千葉順二                                                | 千葉順二            |
| カフェのウェイトレス             | ジョディ・ウィルバー     | 山田礼子                                                | 山田礼子            |
| パール・モーガン（未亡人）       | リズ・ロス               | 高村章子                                                | 高村章子            |
| 未亡人宅に居る警察官             | エド・リード             | 加藤正之                                                | 加藤正之            |
| リボン店の店員（年配女性）       | ドロシー・プライス       | 沼波輝枝                                                | 沼波輝枝            |
| エドナ・ハフ（未亡人）           | ドロシー・フォースター   | 斉藤昌                                                  | 斉藤昌              |
| フロイド（フロント係）           | バートン・ギリアム       | 阪脩                                                    | 阪脩                |
| リロイ（農家の若者）             | ランディ・クエイド       |                                                         |                     |
| 不明 その他                      | N/A                      | 江本はつみ 上山則子 水鳥鉄夫 上田敏也 広瀬正志 谷口孝司 | 江本はつみ 広瀬正志 |

- テレビ朝日版：初回放映1982年5月9日『日曜洋画劇場』
- TBS版：初回放送1984年5月19日『名作洋画ノーカット10週』※DVD収録

## スタッフ
- 監督：ピーター・ボグダノヴィッチ
- 製作：ピーター・ボグダノヴィッチ
- 共同製作者：フランク・マーシャル
- 原作：ジョー・デヴィッド・ブラウン
- 脚本：アルヴィン・サージェント
- 撮影：ラズロ・コヴァックス
- 編集：ヴァーナ・フィールズ

### 日本語版
- 字幕翻訳：高瀬鎮夫（劇場公開版）[3]、佐藤一公（ソフト版）

| 吹替           | テレビ朝日版 | TBS版             |
| -------------- | ------------ | ----------------- |
| 演出           | 佐藤敏夫     | 佐藤敏夫          |
| 翻訳           | 木原たけし   | 木原たけし        |
| 調整           | 前田仁信     | 前田仁信          |
| 効果           | TFCグループ  | 遠藤堯雄 桜井俊哉 |
| プロデューサー | 圓井一夫     | 安田孝夫          |
| 制作           | 東北新社     | 東北新社          |
| 制作           | テレビ朝日   | TBS               |

## 主な受賞歴
- 第46回アカデミー賞（1973年）
  - 受賞：助演女優賞（テータム・オニール）
  - ノミネート：助演女優賞（マデリーン・カーン）、脚色賞（アルヴィン・サージェント）、音響賞

- 第31回ゴールデングローブ賞（1973年）
  - 受賞：有望若手女優賞（テータム・オニール）

## トリビア
- 演技の経験も少なかったテータム・オニールは、当時わずか10歳でアカデミー助演女優賞を手にした。この最年少受賞記録は未だに破られていない。後に監督は、テータムが受賞したのはその努力の賜物だと証言している。
- モーゼとアディを演じたライアン・オニールとテータム・オニールが実の親子ということもあってか、映画の中でも2人は本当の親子かもしれないとも解釈できるところがミソである（アディの母親はバーで働いており、少なくとも3人の男性と関係があったという設定になっており、3分の1以上の確率で本当の父親である可能性がある）。
- 原作小説の題名は『アディ・プレイ』だったが、監督は「ヘビのようだ」と気に入らなかった。会社に変更を求めたが、10万冊以上売れている原作だったため容易に聞き入れてはくれなかった。監督は困り果て、友人であるオーソン・ウェルズに『ペーパー・ムーン』という題名ではどうかと相談すると、「良いタイトルだ、表題だけで売れる」と絶賛され、劇中の移動遊園地の簡易写真館で「紙製の月」の上にアディが乗って写真を撮るシーンを追加したことで、現在の題名が許可された。やがて、映画が公開されると、原作の題名も『ペーパー・ムーン』と変更になった。
- タイトルの『ペーパー・ムーン』は、劇中挿入歌として使われている1935年の流行歌『It's Only a Paper Moon』（『イッツ・オンリー・ペーパー・ムーン』、歌：ビリー・ローズ、イップ・ハーバーグ、ハロルド・アーレン）から借用したものである。ただし、ビデオ版では歌が異なっている。
- 原作では舞台がアメリカ南部であるが、当時は南部を舞台とした映画が多かったため、映画では中西部に変更されている。この他にも、原作に大幅に手が加えられており、エンディングも撮影中にはまだ決まっていなかった（ラストシーンは、スタッフが未舗装の道に迷い込んだ時に、偶然見つけた場所から発想されている）。
- 当時はすでにカラー映画がメインになっていたが、あえてモノクローム作品として制作されたのは、主演の2人が恐慌という時代設定に合わない金髪で青い目をしていたのを隠すためである。
- モノクロのもうひとつの理由は、監督によれば「白黒の方が映画として表現力が増して見えるからだ」という。また手法として、カット割り無しで一気にシーンを撮影する場面が多く見られる。これは、観客を自然に引き込ませる意図を狙ってのことだが、演技する側にとっては難題であり、直線のドライブシーンは36回も撮り直された。この手法は、後半のカーアクションでも効果的に使用されている。
- 劇中で自動車を駐車する際、モーゼは縦列でなく斜めに車を駐車している。これは、当時の駐車方法を再現したものである。
- 撮影のラズロ・コヴァックスは、オーソン・ウェルズからのアドバイスでコントラストが引き立つ赤色フィルターを使用した。
- 当時はまだ無名だったランディ・クエイドが、モーゼが車を交換するために要請する喧嘩勝負を受けて立つ男の役で顔を出している。
- 出演する俳優・女優のほとんどが、『ラスト・ショー』などから監督作によく登場していた顔ぶれである。
- 酒の密売人と保安官の俳優は同一人物であり、体重の増減を行うことで体型に変化を見せ、2週間あけて撮影された。
- 映画のヒットを受けてテレビシリーズ化（1974年9月にABCテレビにて放映）もされた。当時まだ子役だったジョディ・フォスターがアディに扮したが、人気は振るわず、1975年1月に放送は終了した。
- 同年製作・公開のドイツ映画『都会のアリス』と設定が類似している。そのため、『都会のアリス』監督のヴィム・ヴェンダースは、本作の試写を観て一時製作中止も考えたという。しかし、ヴェンダースは「2人の関係が最後まで変わっていない」ことを不満に思い、脚本の後半部分を書き直して映画を完成させた。
- 劇中のアディは「It don't〜」や「I ain't〜」など、崩れた英文法やスラングで喋る演出がなされている（通常は「It doesn't〜」「I'm not〜」）。